# Apartamentos Skol
Los Apartamentos Skol son un conjunto de viviendas situado en la ciudad española de Marbella. Vinculados a la arquitectura moderna, su construcción data de la década de 1960.

## Descripción
Se trata de un conjunto construido en Marbella en 1963, según el diseño del arquitecto Manuel Jaén Albaitero y Carlos García San Miguel, siguiendo las directrices de la arquitectura del Movimiento Moderno.
Concebido originalmente como un hotel de 580 habitaciones, el conjunto comprende tres inmuebles de diferentes alturas, articulados alrededor de una U abierta al mar. Los dos edificios menores muestran galerías a media altura que dan acceso a los apartamentos. El edificio mayor está inspirado en la Unidad de Habitación de Marsella de Le Corbusier, y presenta una escalera escultórica exterior. Los interiores responden igualmente al ejemplo de Marsella, adaptando el lenguaje formal moderno a la arquitectura residencial turística.
Durante los años 60 el director Mariano Ozores rodó algunas películas en el Apartotel, entre ellas Operación Cabaretera (1967), con Gracita Morales.